# Correspondence (2010)
Correspondence ist ein US-amerikanischer computeranimierter Kurzfilm von Zach Hyer aus dem Jahr 2010.

## Handlung
Es ist Krieg. Auf dem Schlachtfeld übergibt ein Vorgesetzter einem Soldaten einen versiegelten Brief. Der Soldat fährt auf seinem Fahrrad durch die Kampfzone, wird beschossen und geht in Deckung, wobei er die Tasche mit dem Brief zurücklässt. Er riskiert sein Leben und eilt durch die Schusslinie, um die Tasche zu holen und so den Brief erfolgreich zustellen zu können. Er gelangt zum Adressaten, der den Brief entsiegelt. Er enthält nur die Anweisung „Bauer auf E3“ – beide Männer spielen auf dem Schlachtfeld eine Partie Fernschach. Der Adressat schreibt eine neue Spielanweisung auf, versiegelt den Brief und gibt ihn an den fassungslosen Soldaten.

## Produktion
Correspondence ist das Filmdebüt von Zach Hyer. Es war gleichzeitig seine M.F.A.-Abschlussarbeit am Department of Digital Arts des Pratt Institute, New York City. Der 3D-animierte Film entstand mit der Software Maya; für die Bildsynthese nutzte Hyer den in Maya integrierten Renderer Mental Ray. Der Film war im April 2010 fertiggestellt und wurde im Juli 2010 erstmals aufgeführt.
Die Handlung wird vom Instrumentalstück Music Painters untermalt, das wie die Soundeffekte von Jin Soo Kin stammt. Der Film, den Hyer als Kritik an Machtstrukturen generell bezeichnete, enthält keine Dialoge.

## Auszeichnung
Bei den 38. Student Academy Awards wurde Correspondence in der Kategorie „Animation“ mit der Goldmedaille ausgezeichnet. Hyer teilte sich den Preis mit Bernardo Warman und Shaofu Zhang, deren Beitrag Dragonboy ebenfalls die Goldmedaille erhielt.